# Bandera de Sealand
La bandera de Sealand consiste en un paño que está dividido en dos mitades por una de sus diagonales (la ascendente desde el lado más próximo al mástil). La mitad superior es de color rojo y la inferior es de color negro con una franja blanca. La franja blanca tiene en la diagonal ascendente uno de sus lados.
Sealand es un Estado autodeclarado pero no reconocido internacionalmente que proclama como su territorio a Roughs Tower, una antigua plataforma marina construida por la Royal Navy en 1952 y las aguas territoriales en un radio de 12 millas náuticas. Sealand se encuentra en el Mar del Norte a 10 kilómetros de la costa del Reino Unido.
- Datos: Q3263233
- Multimedia: Flags of Sealand / Q3263233